# Leda
Leda（日：レダ，1987年6月9日—）是日本的吉他手、貝斯手、詞曲作家。出生於三重縣。本名不詳。

## 經歷
14歳開始彈吉他。
高中時與孝介（後來是DEATHGAZE的貝斯手）組成了「Crimson Head」。
2006年，組成「GRAVE SEED」。
2007年2月，以YU-TO的名義加入「Galneryus」擔任貝斯手。他同時也與「GRAVE SEED」進行活動。
2008年2月，「GRAVE SEED」經過人事變動，改名為「DELUHI」並出道，大部分詞曲由他負責創作。
2011年8月，「DELUHI」解散。10月到11月間，以支援吉他手身分，加入百老匯搖滾音樂劇「ROCK OF AGES」至日本巡迴的公演。
2012年，加入「BABYMETAL」的神樂隊，與大村孝佳、藤岡幹大共同活動，也長期在創作與現場表演中與「BABYMETAL」合作。9月，開展solo project band「UNDIVIDE」，與原DELUHI的成員Sujk以及歌手Kihiro組成。
2013年4月，在音樂暨時尚活動『KAWAii!! MATSURi』中與T.M.Revolution同台共演。7月，作為支援吉他手加入DAIGO☆STARDUST的復活演出。10月，在VAMPS主辦的『HALLOWEEN PARTY 2013』中加入「Acid Black Halloween」。
2015年1月，與原DELUHI的成員Sujk等人組成新樂團「Far East Dizain」，擔任吉他手。

## 使用琴
吉他
- ESP Cygnus
- Navigetor N-FV Leda CTM
- ESP Horizon-II NT Leda CTM
- ESP Arrow Leda CTM
- EDWARDS E-EX-92D Leda CTM
- EDWARDS E-LP-92SD Leda CTM

## 專輯
DVD
- 《VANDALICKS》 （2011年7月12日）SHINKO MUSIC（日语：シンコーミュージック・エンタテイメント）
- 《Cygnushred》 （2012年9月29日）SHINKO MUSIC

## 製作・錄音参加作品
藝人・團體
- Golden Bomber 單曲《また君に番号を聞けなかった（日语：また君に番号を聞けなかった）》（2010年）

〈†ザ・V系っぽい曲†〉（吉他）
- Sujk 專輯《ARKHELISM》（2011年）

〈Doll〉（吉他）
- Sujk 專輯《ARKHELISM2》（2013年）

〈Where I Stand〉（作詞、作曲、吉他、貝斯）
- IKUO（日语：Ikuo） 專輯《R.E.D.ZONE》（2014年）

〈OVERLAP〉（吉他）
〈UNI-ZONE〉（吉他）
- BABYMETAL 專輯《BABYMETAL》（2014年）

〈紅月-Akatsuki-〉（吉他）
〈欺凌、絕對、不行〉（吉他）
- BABYMETAL 專輯《METAL RESISTANCE》（2016年）

〈Road of Resistance〉（貝斯）
〈Amore - 蒼星 -〉（吉他、貝斯）
〈NO RAIN, NO RAINBOW〉（吉他、貝斯、編曲）
- 喜多村英梨 專輯《証×明 -SHOMEI-（日语：証×明 -SHOMEI-）》（2014年）

〈証×炎 -SHOEN-〉（編曲、吉他、貝斯、三味線）
〈Nonfictionista〉（作曲、編曲、吉他）
- 喜多村英梨 單曲《掌 -show-（日语：掌 -show-）》（2014年）

〈Greedy;(cry)〉（吉他）
- Hey! Say! JUMP 專輯《smart》 （2014年）

〈コンパスローズ〉（吉他）
- TRIGGAH 迷你專輯《SACRIFEAR》（2014年）（編曲、貝斯）
- Sound Horizon 單曲《終將隱滅的星光（日语：ヴァニシング·スターライト）》（2014年）（吉他）
- Sound Horizon 專輯《Nein（日语：Nein (Sound Horizonのアルバム)）》（2015年）

〈以愛為名的罪責〉（吉他）
- Linked Horizon 數位發行《自由の代償 [劇場版 size]》(2015)（吉他）
- Acid Black Halloween（日语：Acid Black Cherry）專輯《L-エル-（日语：L-エル-）》（2015）

〈versus G〉（吉他）
翻唱專輯
- Syu  《CRYING STARS -STAND PROUD!（日语：CRYING STARS -STAND PROUD!-）》（2010年）

〈Street Lethal（RACER X）〉（吉他）
- 《V-ANIME ROCKS evolution》（2013年）

〈THE MEANING OF TRUTH（F-ZERO ファルコン伝説）〉（編曲、吉他）
- 《SADS（日语：SADS） RESPECT ALBUM 『M』》（2014年）

〈Gentle Darkness〉 （吉他）
綜合專輯
- SOUND HOLIC 《Metallical Astronomy》（2010年）

〈Satellite XXX〉（吉他）
〈Scarlet Desire〉（吉他）
其他
- 動畫《SHOW BY ROCK!!》（詞曲、吉他）

## 外部連結
- DELUHI 官方網站 （页面存档备份，存于）
- UNDIVIDE 官方網站
- Far East Dizain 官方網站 （页面存档备份，存于）
- Leda 官方部落格 （页面存档备份，存于）
- Leda的X（前Twitter）